# JK Tammeka Tartu
JK Tammeka Tartu je estonski nogometni klub iz Tartua. Klub je osnovan 13. lipnja 1989. godine i trenutačno igra u Meistriliigi, najvišem rangu nogometnih natjecanja u Estoniji, od 2005. godine. Najbolji rezultat u prvoj ligi ostvarili su u sezonama 2007., 2019. i 2020. kada su osvajali peto mjesto. Svoje utakmice igraju na stadionu Tamme.
Godine 2006. Tammeka se spaja s gradskim rivalom FC Merkuur (poznat kao JK Maag Tartu iz pokroviteljskih razloga) te su formirali JK Maag Tammeka Tartu. Međutim, 2009. godine Maag je uklonjen iz naziva kluba nakon što je tvrtka prekinula svoje pokroviteljstvo.
JK Tammeka II Tartu je druga momčad koja se natjecala i u Esiliigi, a sada igra u trećoj estonskoj ligi.

## Vanjske poveznice
- Službene stranice (na estonskom)